# Alexei Igorewitsch Korowaschkow
Alexei Igorewitsch Korowaschkow (russisch Алексей Игоревич Коровашков; * 1. April 1992 in Stepnohirsk, Ukraine) ist ein russischer Kanute.

## Erfolge
Alexei Korowaschkow startete bei den Olympischen Spielen 2012 in London mit Ilja Perwuchin im Zweier-Canadier über 1000 Meter. Aufgrund eines zweiten Platzes im Vorlauf gelang die Finalqualifikation erst über das Halbfinale, in dem sie ihren Lauf als Sieger beendeten. Im Finale überquerten sie nach 3:36,414 Minuten hinter den siegreichen Deutschen Peter Kretschmer und Kurt Kuschela sowie dem belarussischen Brüderpaar Andrej und Aljaksandr Bahdanowitsch als Dritte die Ziellinie und sicherten sich so die Bronzemedaille. Bei den Europaspielen 2015 in Baku gewannen Korowaschkow und Perwuchin über 1000 Meter im Zweier-Canadier hinter den Bahdanowitsch-Brüdern die Silbermedaille.
Am 26. Juli 2016 gab der Internationale Kanuverband den Ausschluss von fünf russischen Kanurennsportlern bekannt, darunter auch Alexei Korowaschkow. Sie wurden aufgrund der im McLaren-Report aufgedeckten Dopingpraktiken von den Spielen ausgeschlossen.
Insgesamt sechs Medaillen gewann Korowaschkow bei Weltmeisterschaften. 2011 wurde er in Szeged mit der 4-mal-200-Meter-Staffel im Einer-Canadier ebenso Weltmeister wie 2014 in Moskau. Außerdem gewann er 2014 mit Iwan Schtyl im Zweier-Canadier sowohl über 200 Meter als auch über 500 Meter den Titel. Im Einer-Canadier sicherte er sich über 200 Meter die Silbermedaille. 2015 verteidigten Korowaschkow und Schtyl in Mailand ihren Titel auf der 200-Meter-Strecke.
Noch erfolgreicher war Korowaschkow bei Europameisterschaften gewesen, bei denen ihm im Karriereverlauf 13 Medaillengewinne gelangen, darunter neun Europameistertitel. Mit Ilja Perwuchin gewann er im Zweier-Canadier zunächst 2010 in Corvera über 1000 Meter die Silbermedaille, ehe die beiden 2011 in Belgrad Europameister wurden. 2013 gelang ihm in Montemor-o-Velho mit Iwan Schtyl der Titelgewinn über 500 Meter und mit Ilja Perwuchin über 1000 Meter. Gleich drei Goldmedaillen folgten 2014 in Brandenburg an der Havel: Korowaschkow siegte im Einer-Canadier über 200 Meter sowie mit Iwan Schtyl im Zweier-Canadier auf den 200-Meter- und 500-Meter-Strecken. Mit Ilja Perwuchin gewann er außerdem über 1000 Meter die Silbermedaille. Sämtliche Platzierungen im Zweier-Canadier wiederholte er mit Schtyl und Perwuchin auch 2015 in Račice u Štětí. Bei den Europameisterschaften 2016 in Moskau war er schließlich auch mit Perwuchin auf der 1000-Meter-Distanz erfolgreich und sicherte sich seinen neunten Titelgewinn bei diesem Wettbewerb. Seine letzte internationale Medaille gewann er 2017 in Plowdiw, als er im Einer-Canadier den zweiten Platz belegte.